# Tim Blake Nelson
Timothy Blake Nelson (Tulsa, Oklahoma; 11 de mayo de 1964), conocido como Tim Blake Nelson, es un actor, director de cine y guionista estadounidense. Entre sus papeles más conocidos se incluyen Delmar O’Donnell en O Brother, Where Art Thou? (2000), el Dr. Pendanski en Holes (2003), Daniel «Danny» Dalton Jr. en Syriana (2005), el Dr. Samuel Sterns en The Incredible Hulk (2008), Richard Schell en Lincoln (2012), Buster Scruggs en La balada de Buster Scruggs (2018) y Looking Glass en Watchmen (2019).

## Biografía
Nació en Tulsa, Oklahoma, hijo de Ruth Kaiser Nelson, una notable activista social y filántropa de Tulsa. Nelson es judío; sus abuelos maternos escaparon de la Alemania nazi poco antes de la Segunda Guerra Mundial, trasladándose al Reino Unido en 1938 para emigrar después a Estados Unidos en 1940.
Comenzó a actuar durante la secundaria. Asistió al Oklahoma Summer Arts Institute en Quartz Mountain Resort Arts and Conference Center de Lone Wolf (Oklahoma). En 1982 se graduó en el Holland Hall de Tulsa, y en 1986 se graduó en la Universidad Brown, donde estudió arte y cultura clásica. En 1990 se graduó en la Academia Juilliard.
Actualmente vive en Nueva York junto a su esposa, Lisa Benavides, y sus tres hijos. En 2009, fue admitido como miembro honorario de la sociedad Phi Beta Kappa en la Universidad de Tulsa.

### Carrera
Alrededor de 1990, mientras todavía estudiaba en la Academia Juilliard y se dedicaba al teatro de calle haciendo improvisaciones en la vía pública junto a otro actor, su trabajo fue descubierto por la productora Debbie Liebling, quien los puso en onda en la cadena MTV. «Probablemente ni siquiera era legal. No recuerdo haber firmado contratos. Quizás nos pagaron quinientos dólares en efectivo o algo así», recuerda Nelson. Sus participaciones más notables en MTV fueron en un programa llamado Pirate TV y haciendo la voz de una cucaracha en el cortometraje Joe's Apt., más tarde convertido en un largometraje.
Nelson también tuvo el papel protagónico como Delmar en la película O Brother, Where Art Thou?, junto a George Clooney y John Turturro, en el año 2000. Según los directores Joel e Ethan Coen, Nelson era el único en el reparto que había leído la Odisea de Homero, el trabajo sobre el cual se basa la película. Además cantó en «In the Jailhouse Now» en la banda de sonido del filme. Posteriormente tuvo actuaciones en películas como Holes, Heavyweights, Minority Report, Scooby Doo 2: Monsters Unleashed, Meet the Fockers, The Good Girl y Syriana, entre otras. Los hermanos Coen lo contactaron por segunda vez para actuar en No Country for Old Men, pero no pudo participar debido a otros compromisos. Si bien Tim Blake Nelson es conocido por su trabajo como actor, también ha escrito y dirigido películas dramáticas como Eye of God, Leaves of Grass, O y La zona gris.
En 2018 interpretó a Buster Scruggs en La balada de Buster Scruggs, una antología western dirigida por los hermanos Coen, quienes le habían dado el guion original en el año 2002. La película se estrenó a través de Netflix y tuvo un estreno limitado en los cines, tras el que recibió críticas positivas. Para este rol, un cowboy cantante, Nelson tomó clases todos los días durante casi seis meses antes de empezar el rodaje en junio de 2017; el actor dedicaba al día alrededor de «dos horas para practicar guitarra y dos horas para practicar con las pistolas». Además, una vez en el set, ensayó todos los días con un instructor de danza para interpretar escenas de baile que los Coen habían agregado a la trama.
En 2019 participó de la serie televisiva Watchmen, de HBO, en el papel de Looking Glass.

## Filmografía

### Como actor

#### Cine y televisión
- This Is My Life (1992)
- Motel Blue 19 (1993) (voz)
- Amateur (1994)
- Pesos pesados (1995)
- Dead Man's Walk (1996) (miniserie)
- Joe's Apartment (1996) (voz)
- Donnie Brasco (1997)
- Prix Fixe (1997) (cortometraje)
- La delgada línea roja (1998)
- Hamlet (2000)
- O Brother, Where Art Thou? (2000)
- The Good Girl (2002)
- Cherish (2002)
- Minority Report (2002)
- A Foreign Affair (2003)
- Holes (2003)
- Wonderland (2003)
- Scooby-Doo 2: Monsters Unleashed (2004)
- The Last Shot (2004)
- Bereft (2004) (telefilme)
- Meet the Fockers (2004)
- The Amateurs (2005)
- My Suicidal Sweetheart (2005)
- Warm Springs (2005) (telefilme)
- The Big White (2005)
- Syriana (2005)
- Come Early Morning (2006)
- The Darwin Awards (2006)
- Hoot (2006)
- Fido (2006)
- El granjero astronauta (2007)
- The Incredible Hulk (2008)
- American Violet (2008)
- Leaves of Grass (2009)
- Saint John of Las Vegas (2009)
- CSI: Crime Scene Investigation (2009)
- Modern Family (2011)
- Flypaper (2011)
- Yelling to the Sky (2011)
- Detachment (2012)
- Big Miracle (2012)
- Lincoln (2012)
- Snake and Mongoose (2013)
- Child of God (2013)
- The Homesman (2014)
- Kill the Messenger (2014)
- 4 Fantásticos (2015)
- The Confirmation (2016)
- Billy Lynn's Long Halftime Walk (2016)
- Colossal (2016)
- La balada de Buster Scruggs (2018)
- Watchmen (2019)
- The Hustle (2019)
- Angel Has Fallen (2019)[19]
- The Report (2019)[20]
- Old Henry (2021)
- Pinocho de Guillermo del Toro (2022) (voz)
- The Bricklayer (2024)
- Captain America: Brave New World (2025)

### Como director
- Eye of God (1997)
- Kansas (1998) (cortometraje)
- O (2001)
- La zona gris (2001)
- Haskett's Chance (2006) (telefilme)
- Leaves of Grass (2009)
- Anesthesia (2015)